# Кузьмин, Владимир Александрович (художник, 1935)
Влади́мир Алекса́ндрович Кузьми́н (21 декабря 1935, Иркутск — 5 марта 2021, там же) — советский и российский художник-живописец; заслуженный художник РСФСР (1991).

## Биография
Родился в Знаменском предместье. В 1960 году окончил Иркутское художественное училище (учился у А. П. Жибинова, А. И. Вычугжанина, А. П. Крылова). С 1967 года — член Союза художников России.
В течение 10 лет преподавал в художественном училище.

## Творчество
Участник выставок в СССР, России, Германии (1978), Китае, Монголии (1973), Финляндии. Персональные выставки состоялись в Иркутске (1975, 1977, 1985, 1988), Киренске (1973), пос. Игнино (Иркутская область, 1985), Шелехове, Ангарске, Новокузнецке (1988), Саянске, Нижнеудинске.
Произведения хранятся в музеях и галереях Сибири, Москвы, а также во Франции, Болгарии, США, Финляндии, Италии, Германии, Китая.

## Отзывы
Владимир Кузьмин — художник светлого, доброго, чуткого письма. Деревянная улица в Иркутске в сиянии осенней позолоты, портрет ли, пейзаж ли — все у него в хорошем настроении, все улыбчиво или чуть грустно… прописано глубоко, дышит и внимает… Вот эта способность писать не только видимое, но и чувствуемое — дар редкий и завидный.— Валентин Распутин

## Награды и признание
- Заслуженный художник РСФСР[3]
- премия Союза художников имени А. Вычугжанина (1998) — за портрет поэта Александра Никифорова[2]
- Губернаторская премия (2010)[5]
- орден Дружбы (2013)[6]
- стипендия Президиума Союза художников.